# Museo Chileno de Arte Precolombino

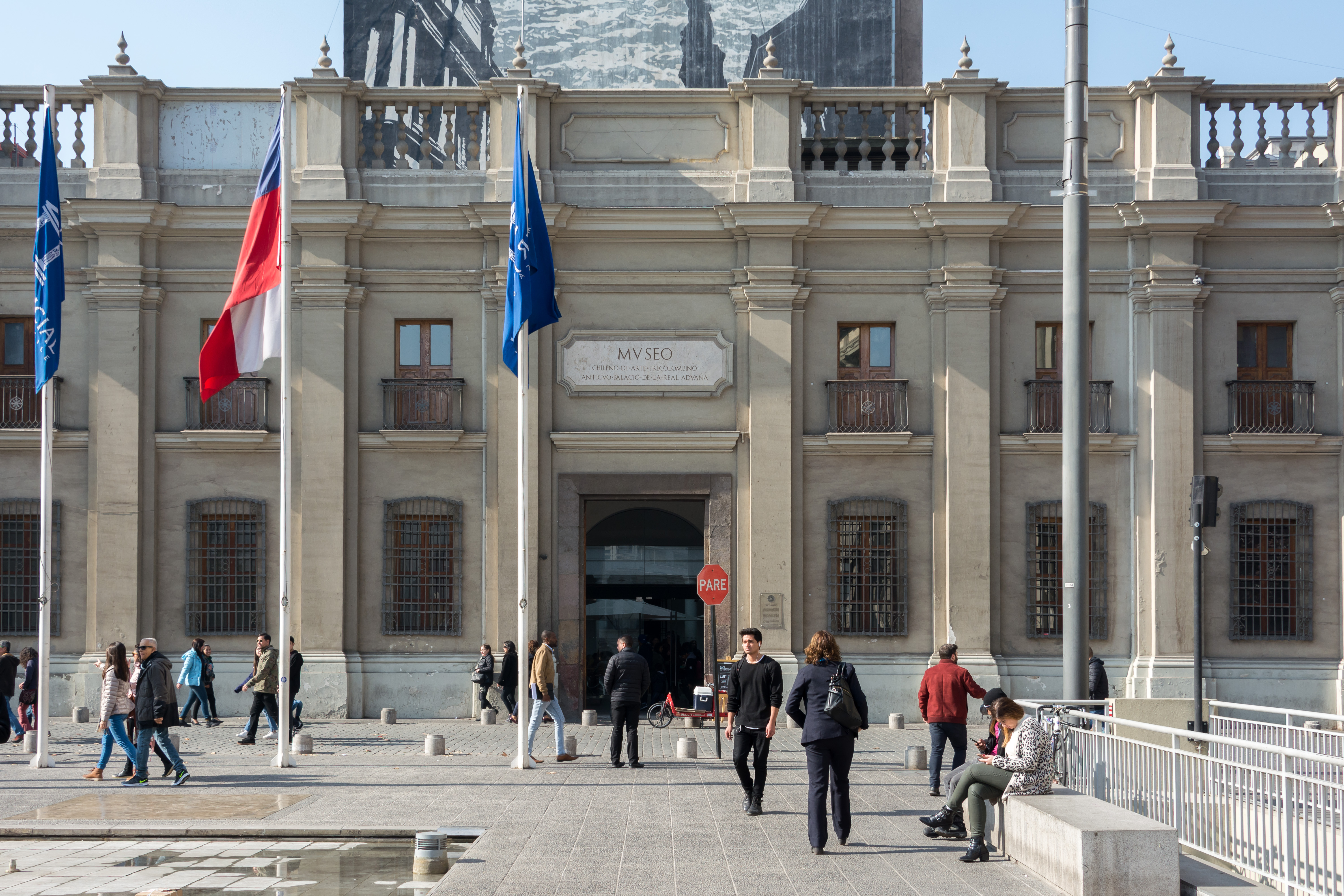
Museumsgebäude

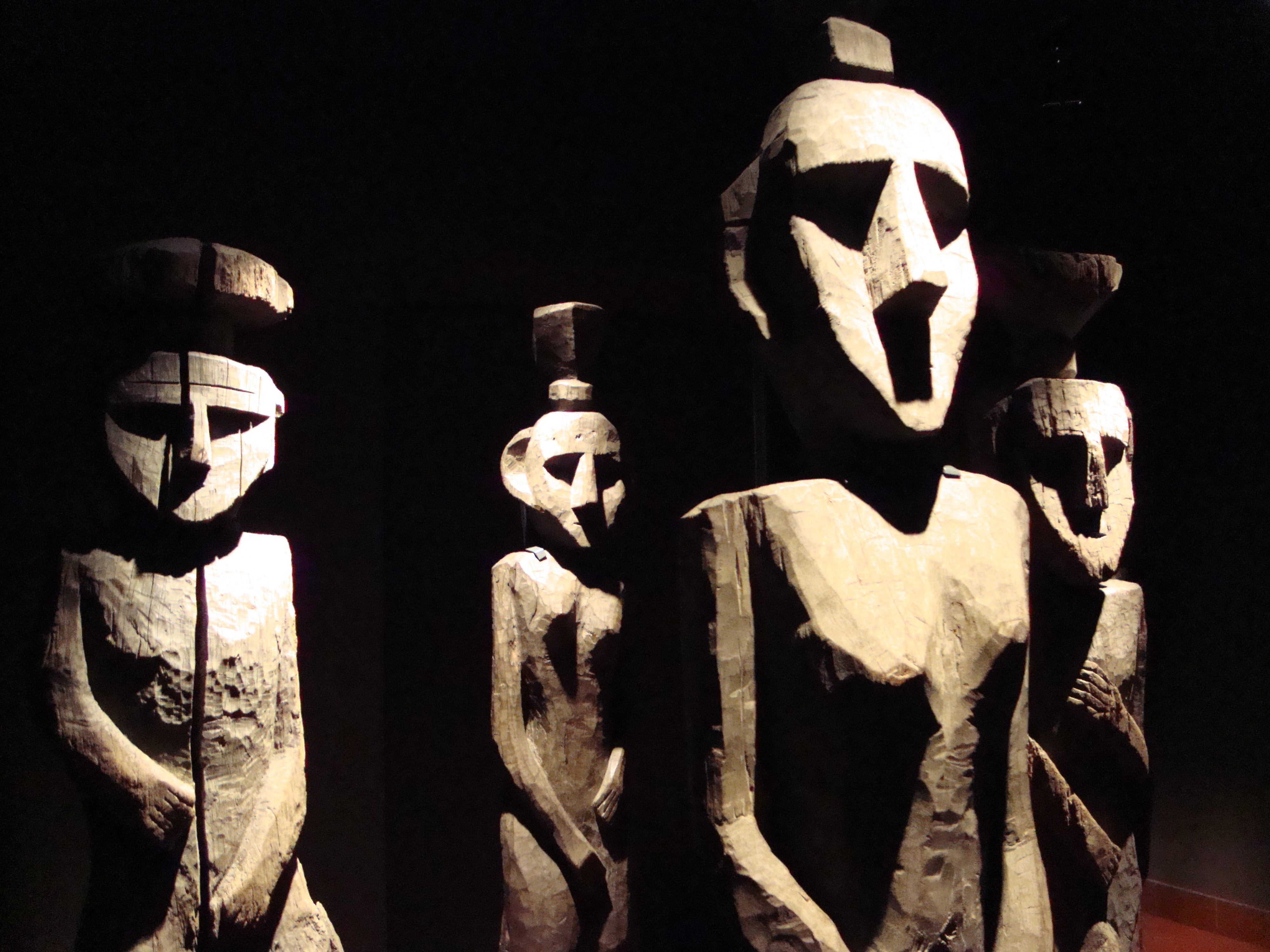
Holzfiguren der Mapuche im Museo Chileno de Arte Precolombino

Das Museo Chileno de Arte Precolombino (Chilenisches Museum für präkolumbische Kunst) ist ein Museum in Santiago de Chile, das eine umfassende Sammlung von Kunstgegenständen aus Mittel- und Südamerika aus der Zeit vor der europäischen Entdeckung beherbergt. Es handelt sich dabei um eines der bedeutendsten Museen für diesen Kulturraum. Die Ausstellungsstücke sind zum Teil über 5000 Jahre alt und sind häufig tierische oder menschliche Figuren aus verschiedenen Materialien. Daneben gibt es Mumien, Tongefäße und Webearbeiten.

## Geschichte
Das Museum wurde in den Jahren von 1805 bis 1807 als Palast der Königlichen Zollverwaltung von Santiago errichtet. Nach der Unabhängigkeit Chiles wurde das Gebäude unter anderem als Nationalbibliothek und von der Justiz genutzt. Nach einem Brand und entsprechendem Umbau wurde es 1981 eröffnet. 2014 wurde ein unterirdischer, zweigeschossiger Neubau des Museums gemäß dem Entwurf des chilenischen Architekten Smiljan Radic eröffnet. Der Neubau umfasst 1400 m² und umfasst neben Ausstellungsflächen auch Räume für Konservierung von Beständen und Neuerwerbungen des Museums. Durch den Entwurf wurde erreicht, dass der äußere Eindruck des seit 1969 denkmalgeschützten Ensembles erhalten blieb.

## Sammlungen
Die Sammlungen gehen auf die Privatsammlung von Sergio Larraín García-Moreno zurück. Im Museum finden auch Wechselausstellungen statt. Ferner beherbergt das Museum eine Bibliothek zu Forschungszwecken.